# Elecciones al Congreso de los Diputados de 2023 (Segovia)
Las elecciones al Congreso de los Diputados de 2023 se celebraron en la Provincia de Segovia el domingo 23 de julio, como parte de las elecciones generales convocadas por Real Decreto dispuesto el 29 de mayo de 2023 y publicado en el Boletín Oficial del Estado el día siguiente. Se eligieron los 3 diputados del Congreso correspondientes a la circunscripción electoral de Segovia, mediante un sistema proporcional (método d'Hondt) con listas cerradas y un umbral electoral del 3%.

## Resultados
Los comicios depararon 2 escaños al Partido Popular y 1 al Partido Socialista Obrero Español.
| Candidatura                                            | Candidatura                                            | Votos   | %                                       | Escaños                                 |
| ------------------------------------------------------ | ------------------------------------------------------ | ------- | --------------------------------------- | --------------------------------------- |
|                                                        | Partido Popular (PP)                                   | 39 621  | 45,13                                   | 2                                       |
|                                                        | Partido Socialista Obrero Español (PSOE)               | 26 791  | 30,51                                   | 1                                       |
| Vox (Vox)                                              | Vox (Vox)                                              | 12 426  | 14,15                                   | 0                                       |
| Sumar (SUMAR)                                          | Sumar (SUMAR)                                          | 7020    | 7,99                                    | 0                                       |
| Partido Animalista Contra el Maltrato Animal (PACMA)   | Partido Animalista Contra el Maltrato Animal (PACMA)   | 301     | 0,34                                    | 0                                       |
| Tercera Edad en Acción (3e)                            | Tercera Edad en Acción (3e)                            | 196     | 0,22                                    | 0                                       |
| Frente Obrero (FO)                                     | Frente Obrero (FO)                                     | 183     | 0,2                                     | 0                                       |
| Por un Mundo Más Justo (PUM+J)                         | Por un Mundo Más Justo (PUM+J)                         | 131     | 0,14                                    | 0                                       |
| Caminando Juntos (CJ)                                  | Caminando Juntos (CJ)                                  | 102     | 0,11                                    | 0                                       |
| Partido Comunista de los Trabajadores de España (PCTE) | Partido Comunista de los Trabajadores de España (PCTE) | 90      | 0,1                                     | 0                                       |
| Recortes Cero (Recortes Cero)                          | Recortes Cero (Recortes Cero)                          | 61      | 0,06                                    | 0                                       |
| Votos válidos                                          | Votos válidos                                          | 84 034  | 100,00                                  | 3                                       |
| Votos nulos                                            | Votos nulos                                            | 1308    | Participación: · \| \| 76,92 % \| 4,57% | Participación: · \| \| 76,92 % \| 4,57% |
| Votantes                                               | Votantes                                               | 89 091  | Participación: · \| \| 76,92 % \| 4,57% | Participación: · \| \| 76,92 % \| 4,57% |
| Electores                                              | Electores                                              | 115 810 | Participación: · \| \| 76,92 % \| 4,57% | Participación: · \| \| 76,92 % \| 4,57% |
|                                                        | 76,92 %                                                |         |                                         |                                         |

## Diputados electos
Relación de diputados electos:
| N.º | Nombre                             | Lista | Lista |
| --- | ---------------------------------- | ----- | ----- |
| 1   | Pablo Pérez Coronado               |       | PP    |
| 2   | José Luis Aceves Galindo           |       | PSOE  |
| 3   | María del Socorro Cuesta Rodríguez |       | PP    |